# Melipona mandacaia
Melipona mandacaia (nome popular: mandaçaia) é uma abelha sem ferrão da tribo Meliponini encontrada na Caatinga brasileira, nos estados da Bahia, Ceará, Paraíba, Pernambuco e Piauí. e também em outros estados do Brasil.
Esta mandaçaia é uma abelha exigente quanto ao local de estabelecimento do ninho, tendo uma grande preferência por árvores muito velhas da espécie Commiphora leptophloeos (pop: Umburana) que tenham grandes ôcos no caule, razão pela qual a mera reposição de plantas jovens (no caso do corte das velhas umburanas para obtenção da madeira) permanece sendo problemático para esta espécie, que sem os indivíduos velhos com grandes ôcos de umburana, têm dificuldades em encontrar local adequado para estabelecimento do ninho.
Esta espécie tem sido usada por meliponicultores para produção de mel em caixas racionais, fato que gera alguma esperança de sobrevivência da espécie a médio prazo.

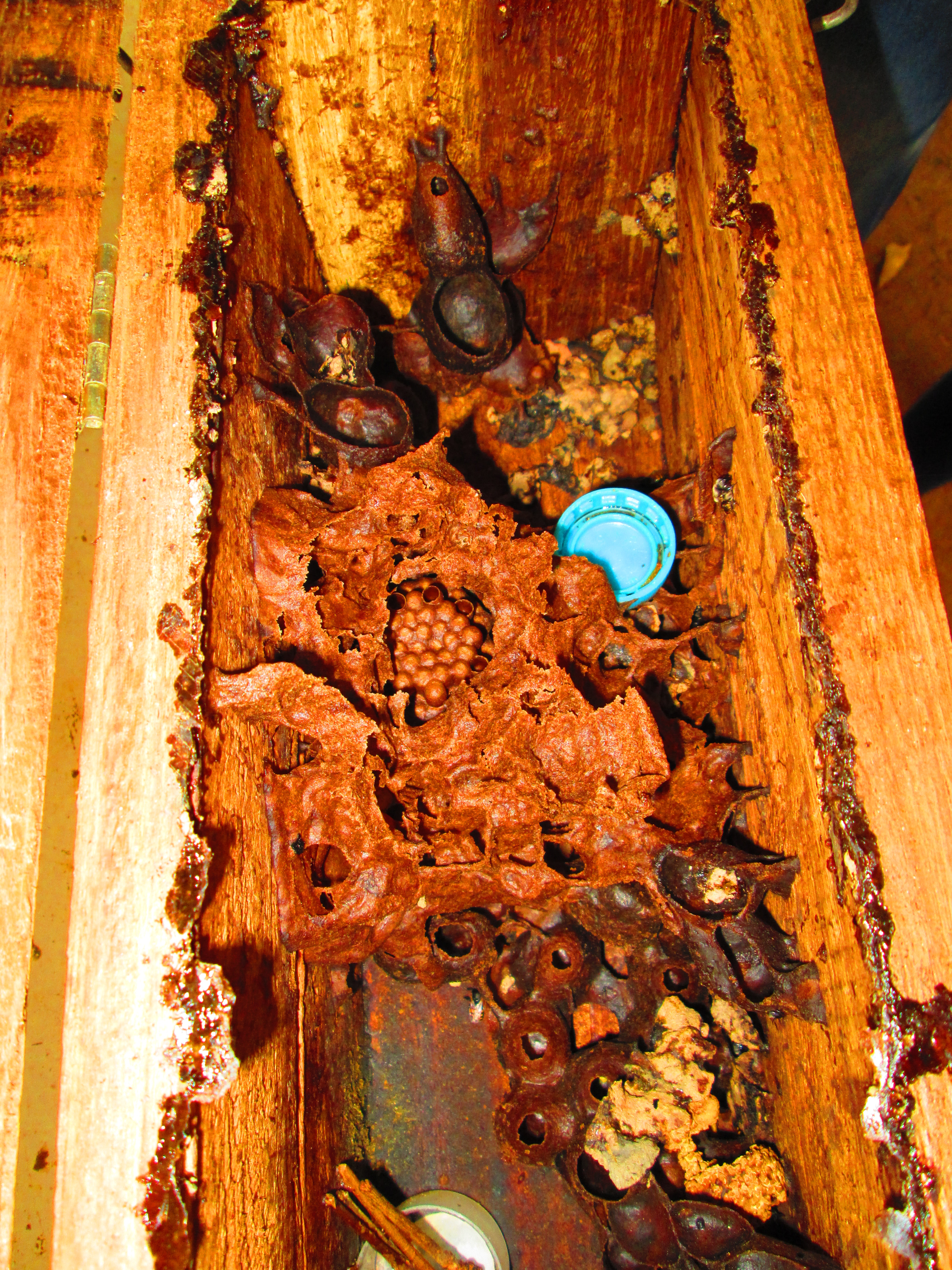
Ninho de Melipona mandacaia em caixa racional no município de Petrolina, PE